# Día Mundial del Sueño
El Día Mundial del Sueño es una jornada conmemorativa que se celebra el 15 de marzo desde el 2008, establecida ese mismo año por la Sociedad Mundial del Sueño.

## Proclamación
El Día Mundial del Sueño fue establecido por la Sociedad Mundial del Sueño, (WSS) creada a partir de la unión de la Asociación Mundial de Medicina del Sueño (WASM) y la Federación Mundial del Sueño (WSF, por sus siglas en inglés). Esta conmemoración surge con el propósito de avanzar en la salud del sueño a nivel mundial, enfrentando la epidemia global de somnolencia e insomnio que amenaza la salud y la calidad de vida de las personas, enfatizando la importancia de abordar estos trastornos a través de estrategias de prevención y tratamiento, particularmente en regiones donde la medicina del sueño está menos desarrollada.

## Celebración
El evento se celebra anualmente el viernes antes del equinoccio vernal de primavera, por lo que la fecha exacta varía cada año. Esta selección simboliza el renacimiento y la renovación asociados con la llegada de la primavera, en paralelo a la revitalización que el sueño proporciona para la salud y el bienestar del ser humano. Desde su primera celebración el 14 de marzo de 2008, ha fomentado intercambios internacionales y ha promovido el conocimiento sobre el sueño, los ritmos circadianos y los trastornos del sueño a nivel global. Con la participación de más de 88 países y una significativa atención mediática, incluyendo tendencias en redes sociales como X, la celebración cumple su objetivo de mejorar la calidad de vida a través de una mejor comprensión y manejo de los trastornos del sueño, apoyando políticas públicas de salud del sueño y la investigación en este ámbito (véase medicina del sueño).

## Temas
| Año  | Fecha       | Tema                                                                     |
| ---- | ----------- | ------------------------------------------------------------------------ |
| 2008 | 14 de marzo | Duerme bien, vive completamente despierto.                               |
| 2009 | 20 de marzo | Conduce despierto, llega a salvo.                                        |
| 2010 | 19 de marzo | Duerme bien, permanece sano                                              |
| 2011 | 18 de marzo | Duerme bien, crece sano.                                                 |
| 2012 | 16 de marzo | Respira bien para dormir mejor.                                          |
| 2013 | 15 de marzo | Duerme bien, envejece sano.                                              |
| 2014 | 14 de marzo | Respira bien, duerme mejor, es salud.                                    |
| 2015 | 13 de marzo | Cuando el sueño es reparador, la salud y la felicidad abundan.           |
| 2016 | 18 de marzo | Dormir bien es un sueño alcanzable.                                      |
| 2017 | 17 de marzo | Sleep Soundly, Nurture Life.                                             |
| 2018 | 16 de marzo | Únete al mundo del sueño, conserva tus ritmos para disfrutar de la vida. |
| 2019 | 15 de marzo | Sueño saludable, envejecimiento saludable.                               |
| 2020 | 13 de marzo | Sueño de calidad, mente sana, mundo feliz.                               |
| 2021 | 19 de marzo | Regular Sleep for a Healthy Future.                                      |
| 2022 | 18 de marzo | Healthy Sleep, Sound Mind, Happy World.                                  |
| 2023 | 17 de marzo | Dormir es esencial para la salud.                                        |
| 2024 | 15 de marzo | Sleep Equity for Global Health                                           |